# Semiothisa agrammata
Semiothisa agrammata là một loài bướm đêm trong họ Geometridae.